# لجنة الولايات المتحدة حول الحقوق المدنية

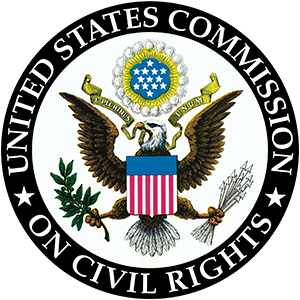
ختم لجنة الولايات المتحدة للحقوق المدنية

نشأت لجنة الولايات المتحدة الأمريكية حول الحقوق المدنية (بالإنكليزية: United Stated Commission on Civil Rights) عام 1957 كهيئة مستقلة للحكومة الاتحادية للولايات المتحدة الأمريكية ومدعومة من قبل الحزبين الرئيسيين فيها، وكُلّفت بمسؤولية تحري قضايا الحقوق المدنية في أمريكا، والتبليغ عنها وطرح توصيات تخصها.
حسب القسم 1975 (d) من الفصل 42 من قانون الولايات المتحدة الأمريكية، أُنهيت كامل السُلطة القضائية لهذه اللجنة في الثلاثين من شهر سمبتمبر/أيلول عام 1996، ولم يُقرّ الكونغرس على أي تشريع جديد، ولكنه استمر في إقرار المخصصات.

## أعضاء اللجنة
تتألف اللجنة من ثمانية أعضاء، يكلّف رئيس الولايات المتحدة الأمريكية أربعةً منهم، ويُعنى الرئيس المؤقت لمجلس الشيوخ بتكليف اثنين (وفق توصيات زعيمَي الأغلبية والأقلية في هذا المجلس)، ويُكلَّف آخر عضوين من قبل رئيس مجلس النوّاب (وفق توصيات زعيمَي الأقلية والأكثرية في هذا المجلس).
واعتباراً من شهر شباط/فبراير عام 2017، تضمنت اللجنة الأعضاء التالين:
المعيّنون الرئاسيون (عضوان تابعان للحزب الديموقراطي، وعضوان مستقلّان):
- كاثرين إي. لامون، رئيسة اللجنة (حزب ديموقراطي): المساعدة السابقة لوزير التعليم العالي للحقوق المدنية (عيّنها الرئيس باراك أوباما في كانون/ديسبمر الأول عام 2016).
- باتريشا تيمونز-غودسون، نائبة الرئيس (مستقلّة): قاضية مشاركة سابقة في محكمة شمال كارولينا العليا (عيّنها الرئيس باراك أوباما في تموز/يوليو عان 2014).
- ديبو أديغبِليه (حزب ديموقراطي): شريك في ويلمر كتلر بيكرينغ هال ودور (عيّنه الرئيس باراك أوباما في كانون الأول/ديسمبر عام 2016).
- كارين ناراساكي (مستقلّة): مستشارة مركز العدالة الأمريكي الآسيوي ورئيسته ومديرته التنفيذية سابقاً (عيّنها الرئيس باراك أوباما في تموز/يوليو عام 2014).[6]

معيّنو مجلس الشيوخ (عضوان أحدهما من الحزب الديموقراطي والآخر مستقل):
- غيل هيريوت (مستقل): أستاذ في الحقوق في جامعة سان دييغو، مندوب بديل لمؤتمر الجمهوريين عام 2000 (عيّنه لأول مرة الرئيس المؤقت لمجلس الشيوخ روبيرت بيرد في شباط/فبرار عام 2007، ومن ثم عُيّن من جديد من قبل رئيس مجلس الشيوخ المؤقت باتريك ليهي في كانون الأول/ديسمبر عام 2013).
- ديفيد كلادني (حزب ديموقراطي): محامٍ يمارس القانون بمكتب خاص منفرد في رينو التابعة لنيفادا (عيّنه الرئيس المؤقت لمجلس الشيوخ دانيال إينوي في كانون الثاني/يناير عام 2011، وأعاد الرئيس المؤقت أورين هاتش تعيينه في تشرين الثاني/نوفمبر عام 2016).

معيّنو مجلس النوّاب (عضوان أحدهما من الحزب الديموقراطي والآخر من الجمهوري):
- بيتر إن. كيرساناو (حزب جمهوري): شريك في مؤسسة بينيش، وفريدلاندر، وكوبلان وآرونوف في كليفلاند التابعة لأوهايو، وعضو سابق في المجلس الوطني للعلاقات العمّالية (عيّنه بداية الرئيس جورج دبليو. بوش في كانون الأول/ديسمبر عام 2006، ثم أعاد تعيينه جون بينر رئيس مجلس النواب الأمريكي عام 2013).
- مايكل ياكي (حزب ديموقراطي): محامي في سان فرانسيسكو، وعضو سابق في مجلس المشرفين فيها (عيّنه بداية رئيس مجلس النواب دينيس هاسترت عام 2005 لمدة غير منتهية، ومن ثم عيّنه الرئيس بينر من جديد في نيسان/أبريل عام 2011، وبعد ذلك عيّنه الرئيس بول ريام في كانون الثاني/يناير عام 2017).

## التاريخ
نشأت اللجنة بموجب قانون الحقوق المدنية لعام 1957، والذي أقرّه الرئيس دوايت آيزنهاور استجابةً لتوصيات لجنة مخصصة للحقوق المدنية، فأشارت اللجنة مطالبةً بتفويضها الدائم:
ولا توجد في الحكومة الاتحادية أية وكالة مكلّفة بالتقييم المستمر لأوضاع الحقوق المدنية، وفعالية الآلية التي نأمل بتحسين هذه الأوضاع من خلالها، إذ يمكن للجنة دائمة أن تنجز مهاماً قيّمة بجمع البيانات، وفي النهاية سيتيح ذلك تدقيها بشكل دوري لحد التأمين على الحقوق المدنية، كما يجب أن تعمل اللجنة كغرفة مقاصة ومركز تنسيق الوكالات الخاصة، والعامة والمحلية العديدة العاملة في مجال الحقوق المدنية، وبالتالي لن تستطيع الحكومة الاتحادية وهذه الجهات من الاستغناء عنها.
منذ إصدار قانون عام 1957، أعاد قانون لجنة الولايات المتحدة الأمركية للحقوق المدنية لكل للعامين 1983 و1991، بالإضافة إلى قانون تعديلات لجنة الحقوق المدنية عام 1994، تفويض هذه اللجنة وتكوينها.
وبعد صدور القانون الأول بقليل، شرع الأعضاء الستة آنذاك للجنة الممثلة للحزبين بتجميع السجلّات، وتضمنوا رئيس جامعة ولاية ميشيغان جون آيه. هانا، وعميد كلية الحقوق في جامعة ساوثرن ميثوديست روبيرت ستوري، ورئيس جامعة نوتردام الأب ثيودور هيسبورغ، والحاكم السابق لولاية فيرجينيا جون ستيوارت باتل، وإيرنيست ويلكينز محامي وزارة العمل، والحاكم السابق لفلوريدا دويل إي. كارلتون.
```
تمثّل مشروع اللجنة الأول في تقييم إدارة تسجيل الناخبين وعمليات الانتخاب في مونتغمري التابعة 
لألاباما
، ولكنها قوبلت مباشرةً بالممانعة، إذ أمر قاضي المحكمة المتنقلة جورج سي. والاس، الذي انتُخب حاكماً بدعم من سيادة البيض، بالتحفظ على سجلّات الناخبين، وهدد بأنه سيزجّ بأي عميل تابع للجنة الحقوق المدنية بالسجن إذا حاول الحصول عليها، ولكن الشهود أخذوا بالتدفق واحداً تلو الآخر ليشهدوا للتدخل غير اللائق بحقهم في الاقتراع.
```

ومن هناك تابعت اللجنة بإقامة جلسات استماع عن تطبيقات قضية راون ضد مجلس التعليم في ناشفيل التابعة لتينيسي، والتمييز الإسكاني في أتلانتا، وشيكاغو ونيويورك، وقُدمت الحقائق المجموعة من هذه الجلسات وغيرها بالإضافة إلى توصيات اللجنة للكونغرس ورئيس البلاد علاوة على الشعب الأمريكي عموماً، وأصبحت جزءاً من الأساس الذي بُني عليه كل من قانون الحقوق المدنية لعامي 1960 و1964، وقانون حقوق الاقتراع لعام 1965، وقانون الإسكان العادل لعام 1968.
وقد اشتعلت ثورة في الرأي العام خلال أواخر خمسينيات وأواخر ستينيات القرن العشرين عن قضايا الحقوق المدنية، وقد ساهمت النشاطات والتقارير التي أجرتها لجنة الحقوق المدنية في هذا التغيير، ففي عام 1956، وهي السنة السابقة لصدور قانون عام 1957، لم يوافق سوى أقل من نصف الأمريكيين البيض على عبارة «يجب أن يرتاد الأطفال المنتمون للعرقين الأبيض والأسود للمدارس ذاتها»، ولكن بحلول عام 1963، أي السنة السابقة لقانون عام 1964، قفزت النسبة السابقة لـ62%.
كما كانت تغيرات الآراء المتعلقة بالرغبة بوجود قانون اتحادي حيال ذلك أعظم، ففي تموز/يوليو عام 1963 فضّل 49% من تعداد السكان العام سنّ قانون اتحادي يعطي جميع الأفراد –بيضاً أم سود– حق التمتع بالخدمات في المرافق العامة، كالفنادق، والمطاعم ومؤسسات مشابهة، وفي شباط/فبراير عام 1964 تعالت نسبة مناصري هذ الفكرة لـ61%، في الوقت الذي تراجع فيه عدد معارضيها لـ31%.
وفي عام 1977 أصدرت اللجنة تقريراً بعنوان «الانحياز الجنسي في قانون الولايات المتحدة الأمريكية».
حاول الرئيس الأمريكي رونالد ريغان عام 1981 نقل اللجنة لاتجاه أكثر محافظةً، فعيّن كلارينس إم. بيندلتون الابن كأول رئيس للجنة من عرق أسود، والذي تخرّج من جامعة هاوارد، وكان محافظاً عارض التمييز الإيجابي للعديد من نشاطات اللجنة، فقلّص بيندلتون من العاملين فيها وبرامجها.
وفي عام 1983 حاول ريغان طرد ثلاثة أعضاء من اللجنة، فقاضوا الإدارة في محكمة اتحادية ليبقوا على رأس عملهم، فنصّ التشريع التفويضي على أن صلاحية رئيس الدولة فيما يخص ذلك تشمل طرد عضو ما من اللجنة فقط بسبب «سوء سلوكه في مكتبه»، وقد كان من الواضح أن ريغان عمد إلى إنهاء خدمة أولئك الأعضاء تبعاً لخلافات حول السياسة المتّبعة.
وبالوصول لتسوية في مجلس الشيوخ نتجت المجموعة الهجينة الحالية للجنة المؤلفة من ثمانية أعضاء، يعيّن نصفهم رئيس الدولة والنصف الآخر يعينه الكونغرس، بمدة عمل قدرها 6 سنوات لا تنتهي بتنصيب رئيس جديد، ومنذ ذلك الحين صارعت اللجنة لتحافظ على استقلالها، وتأرجح جدول أعمالها بين الأهداف الليبرالية والمحافظة بانحسار وتضاؤل الفصائل بين أعضائها.
وقد أًصبحت مستقطبة بشكل متزايد تحت حكم جورج دبليو. بوش، فناقش المحافظون –بما فيهم المعيّنون الجمهوريون في اللجنة ذاتها– أنها لم تعد تخدم هدفاً مفيداً وإنما مجرد تحريات عن مناصري الحزب الجمهوري بقصد إحراجه، لكن بعد عام 2004، عندما عيّن بوش عضوين محافظين في مقعدين «مستقلّين» في اللجنة، علماً أنهما كانا قد ألغيا تسجيلهما في الحزب الجمهوري حديثاً، فتفوّقت الأغلبية المحافظة بمجموع من ستة أعضاء في اللجنة، تراجعت نشاطاتها بشكل كبير وأوقفت العديد من التحريات الجارية آنذاك.
وفي عهد الرئيس باراك أوباما، عكست الكتلة المحافظة موقفها وبدأت تستخدم اللجنة كمؤيدة قويّة للتفسيرات المحافِظة لقضايا الحقوق المدنية، كمعارضة قانون حقوق الاقتراع، وتوسيع القوانين الاتحادية لجرائم الكراهية، وانتقدت أبيغايل ثيرنستروم، وهي معيّنة جمهورية تُعتبر عموماً جزءاً من الكتلة المحافظة في اللجنة، تحريات زملائها عام 2010 في قضية ترهيب حزب الفهود السود الجديد للناخبين، واصفة إياها على أنها مدفوعة بتوهّم مؤيدي الحزب بإمكانية الإطاحة بإيريك هولدر وإيذاء الرئيس أوباما.
وفي تشرين الأول /أكتوبر عام 2010 غادر مايكل ياكي، وهو أحد العضوين الديموقراطيين، اجتماعاً للجنة محتجاً على محتواه، وبذلك حرم المجلس من نصاب قانوني وأجّل تصويتاً على مسودّة التقرير، والذي ادّعى ياكي بكونه منحازاً ضد إدارة أوباما.
عيّن أوباما في النهاية ليبراليَّين قويَّين في اللجنة خلال الأيام الأخيرة لإدارته، مُعيداً تنسيق أعضائها لستة ديموقراطيين وجمهوريَّين اثنين، وفي حزيران/يونيو عام 2017 صوّتت اللجنة بالإجماع على بدء تحريات واسعة النطاق حول ممارسات إدارة ترامب في تطبيق الحقوق المدنية.

### قائمة برؤساء اللجنة، منذ عام 1958 وحتى الآن
- جون آيه هانا، 1958-1969
- ثيودور هيسبورغ، 1969-1972 [19]
- جاي. ستيفين هورن، 1972-1974 [20]
- آرثر إس. فليمينغ، 1974-1981 [21]
- كلارينس إم. بيندلتون الابن، 1981-1988 [22]
- ويليام بي. ألِن، 1988-1989 [23]
- آرثر فليتشر، 1990-1993[24]
- ماري فرانسيس بيري، 1993-2004
- جيرالد آيه. رينولدز، 2004-2011
- مارتن آر. كاسترو، 2011-2016
- كاثرين إي. لامون، 2016 وحتى الحاضر

## عمليات اللجنة
تدرس اللجنة التمييز المزعوم المبني على العرق، واللون، والدين، والجنس، والعمر، والإعاقة والأصل الوطني، بالإضافة إلى الحرمانات المزعومة من حقوق الاقتراع والتمييز في إدارة العدالة، ورغم عدم امتلاك اللجنة أية قوى تطبيقية، يحاول أعضاؤها تعزيز تطبيق قوانين الحقوق المدنية الاتحادية، وغالباً ما تؤدي توصياتها لتحرّك الكونغرس.
يُقيم أعضاء اللجنة اجتماعات شهرية تستمر ليوم بأكمله، وتتضمن ستة إحاطات لمواضيع يختارها الأعضاء وتشمل التمييز المحتمل، ويحضّر كادر اللجنة تقارير عن هذه المواضيع وجدول مواعيد بالشهود مُسبقاً قبل الاجتماعات، وتُصدر اللجنة مسودات لتوصياتٍ كل عام وترسلها للكونغرس الأمريكي في الثلاثين من شهر أيلول/سبتمبر.